# Elaine Sturtevant
Elaine Sturtevant, často uváděná jen jako Sturtevant, (23. srpna 1924, Lakewood, Ohio, USA – 7. května 2014 Paříž, Francie) byla americká výtvarnice.
Narodila se v Lakewoodu v Ohiu a studovala psychologii na Iowské univerzitě a později na Teachers College na Kolumbijské univerzitě. Její nejstarší známé obrazy pochází z konce padesátých let. V roce 1964 začala po paměti ručně reprodukovat obrazy jiných malířů ze stejného období (Roy Lichtenstein, Jasper Johns, Andy Warhol). Warhol později často dostával otázky na svou techniku, na což odpovídal slovy: „Nevím, zeptejte se Elaine.”
Od devadesátých let žila v Paříži, kde v roce 2014 ve věku 89 let také zemřela. Jejím manželem byl Ira Sturtevant, který pracoval v reklamním průmyslu. Měli spolu dvě dcery.